# Малые Вязёмы (деревня)
Ма́лые Вязёмы — деревня в Одинцовском городском округе Московской области России. До 2019 г. входила в городское поселение Большие Вязёмы.
Деревня расположена на Можайском шоссе восточнее посёлка городского типа Большие Вязёмы, примыкая к нему. На южной окраине — железнодорожная платформа Малые Вязёмы Смоленского направления МЖД.

## История
Отдельно Большие и Малые Вязёмы упоминаются в документах конца XVIII века: в Больших Вязёмах было 29 дворов и 312 жителей, а в Малых Вязёмах — 32 двора и 364 жителя.
В 1935 году на поле близ Малых Вязём был организован аэродром для учебных занятий, на котором до войны было подготовлено около 300 лётчиков и 700 парашютистов, в том числе 25 Героев Советского Союза. Воспитанникам аэроклуба установлен памятник.

## Население

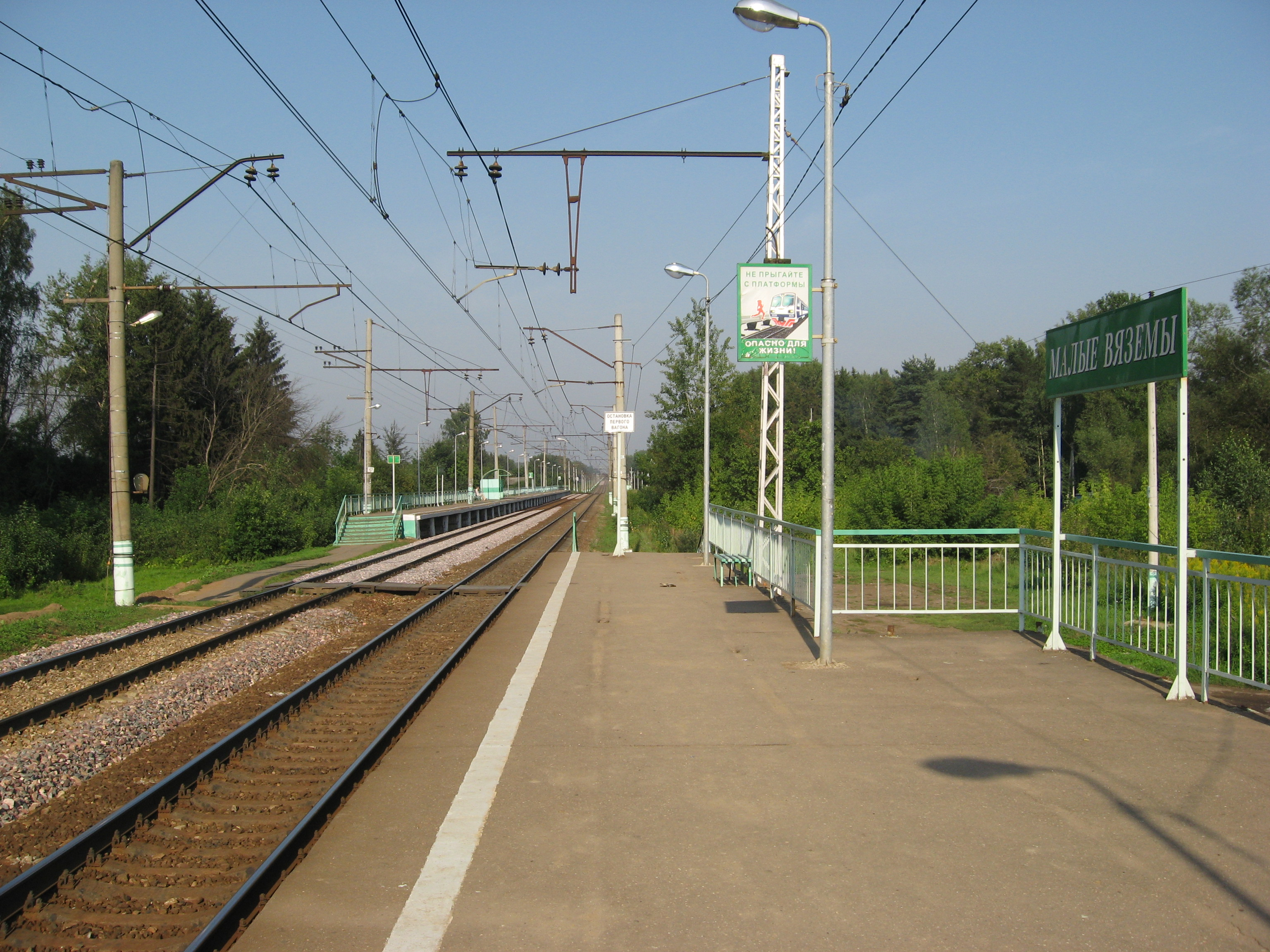
Железнодорожная платформа в деревне Малые Вязёмы

Официальное постоянное население в 2006 году — 1 053 человека.
По переписи 1989 года в Больших Вязёмах значилось 1143 хозяйства и 5005 постоянных жителей, а в Малых Вязёмах — 222 хозяйства и 475 жителей.
| 2002 | 2006  | 2010  | 2021  |
| ---- | ----- | ----- | ----- |
| 1053 | →1053 | ↗1728 | ↗4778 |

## Инфраструктура
- Подстанция № 178 110/10 кВ «Вязёмы»

### Промышленные предприятия
- Голицынский автобусный завод (д. Малые Вяземы, д. 1[7])
- ООО НПО «Союз-М» (д. Малые Вязёмы, вл. 2[7])
- ОАО «ОМЗ Голицынский» (д. Малые Вязёмы, Петровский пр., вл. 5[7])
- ЗАО «Ресурс Ф» (д. Малые Вязёмы, Петровский пр., вл. 7, стр. 1[7])
- ЗАО ПО «Витрина» (д. Малые Вязёмы, Можайское ш., вл. 1[7])

## Транспорт
- Железнодорожная платформа Малые Вязёмы